# Pluk de rozen zolang het kan
Pluk de rozen zolang het kan (originele Engelse titel: Gather Ye Rosebuds while ye may) is een schilderij van de Engelse prerafaëlitische kunstschilder John William Waterhouse, gemaakt in 1908, 61,6 × 45,7 centimeter groot. Het toont een jonge vrouw met een bloemenschaal en symboliseert de vergankelijkheid. Het werk bevindt zich momenteel in particuliere collectie.

## Context
Vrouwen waren voor Waterhouse gedurende zijn hele loopbaan nauw verbonden met de schoonheid, eenvoud, maar ook met het verwelken van bloemen. Tegelijkertijd zag hij zowel vrouwen als bloemen als dragers van nieuw leven. Van 1908 tot 1914 maakte hij een reeks werken waarin hij de relatie tussen bloemen en vrouwen verbeeldde, aanvankelijk in een reeks beelden zonder verhaal. Pluk de rozen zolang het kan uit 1908 is hiervan een typerend voorbeeld. In deze periode was Waterhouse al ziek; hij zou in 1917 sterven aan kanker.
Voor de compositie is er een verband gelegd met het schilderij Bocca Baciata van Dante Gabriel Rossetti dat Waterhouse waarschijnlijk  gezien heeft op de wintertentoonstelling van 1906 van de Royal Academy of Arts.

## Thema
De inspiratie voor Pluk de rozen zolang het kan vond Waterhouse in een gedicht van de zeventiende-eeuwse dichter Robert Herrick, getiteld To the Virgins, to Make Much of our Time, gepubliceerd in diens bundel Hespirides uit 1648. Het gedicht begint met de volgende regels:
| Originele Engelstalige tekst Gather ye rosebuds while ye may, Old Time is still a-flying; And this same flower that smiles today Tomorrow will be dying. | Nederlandse vertaling Pluk de rozen zolang als het kan, Vroeger tijden vervliegen zacht, Waardoor dezelfde bloem die heden lacht, Morgen sterven zal. |

Het gedicht is een klassieke verwijzing naar het carpe diem-thema: het voorbijgaan van de tijd en de vergankelijkheid, als aansporing om de dag van vandaag te genieten niet tot morgen uit te stellen wat vandaag kan worden gedaan.
Ook wordt in het schilderij een referentie gezien naar de mythe van Persephone, die bloemen plukt voor ze afdaalt in de onderwereld.

## Afbeelding
Pluk de rozen zolang het kan toont een jonge roodharige vrouw die een schaal met rode en roze rozen vasthoudt, alsof ze deze aanbiedt aan de kijker. Ze houdt haar hoofd lichtjes omhoog en kijkt naar buiten uit raam, dat achter haar in een spiegel wordt gereflecteerd, samen met haar achterhoofd. De spiegel toont ook twee paarse bloemen, eentje nog strak rechtop staand, de ander reeds lichtjes verwelkend, het carpe diem-thema eens te meer onderstrepend.
Het schilderij is een variatie van een doek uit dezelfde periode met een bruinharig model in een renaissancetuin, die zojuist een groot boeket bloemen heeft geplukt. Dit tweede werk is ongesigneerd en mogelijk onvoltooid. Waterhouse maakte een jaar later nog een schilderij met dezelfde titel in een andere opzet, met twee bloemen plukkende vrouwen. Deze laatste versie droeg kennelijk zijn meeste goedkeuring weg en werd door hem ter expositie ingestuurd naar de Royal Academy. Tegenwoordig evenwel wordt het hier besproken werk beschouwd als een hoogtepunt in zijn oeuvre en een van diens meest exemplarische werken.

## Herkomst
In december 2022 werd het schilderij geveild bij Christie's in Londen. Het werd gekocht voor 966.000 pond.

## Galerij

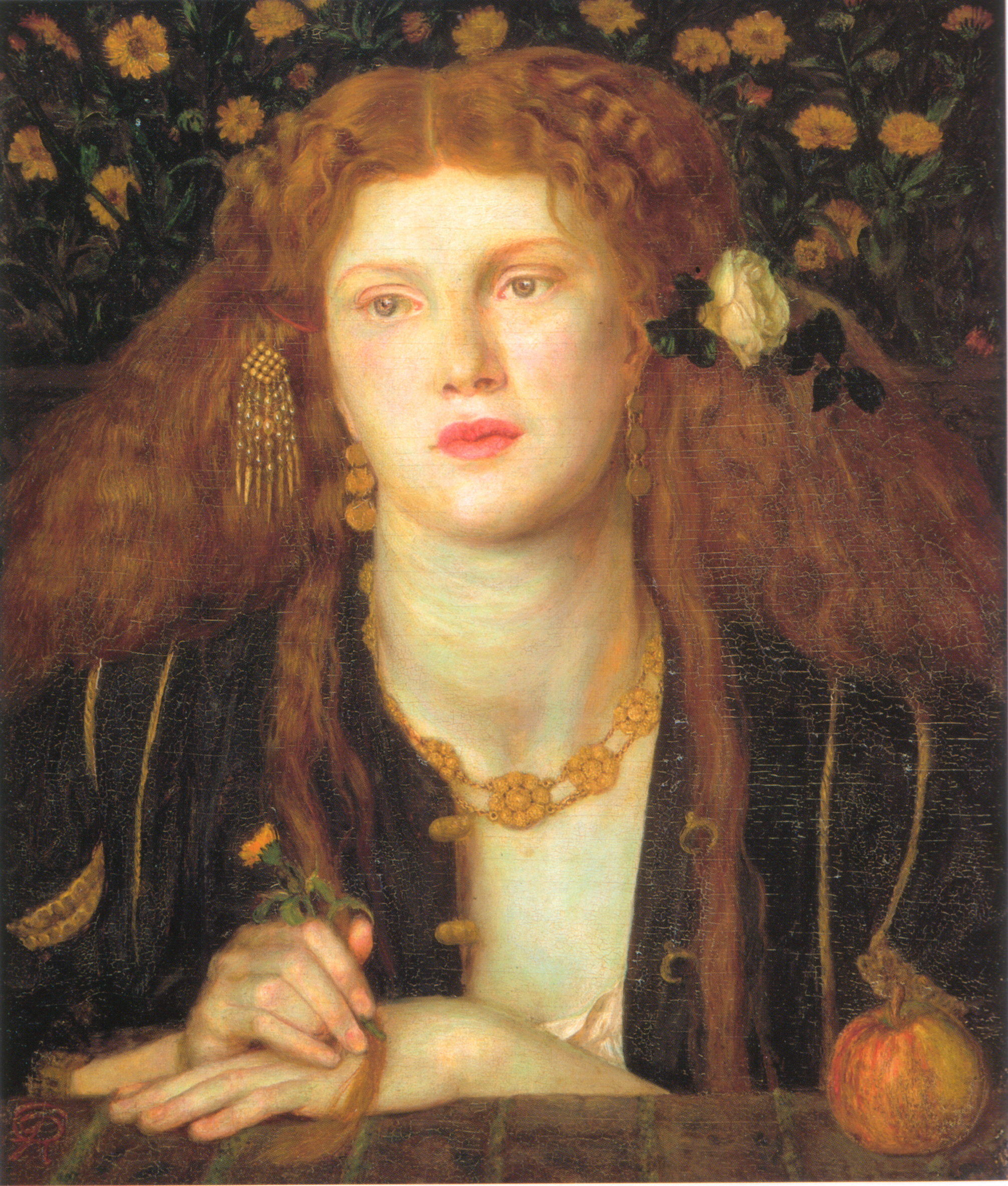
Bocca Baciata van Dante Gabriel Rossetti (1859)
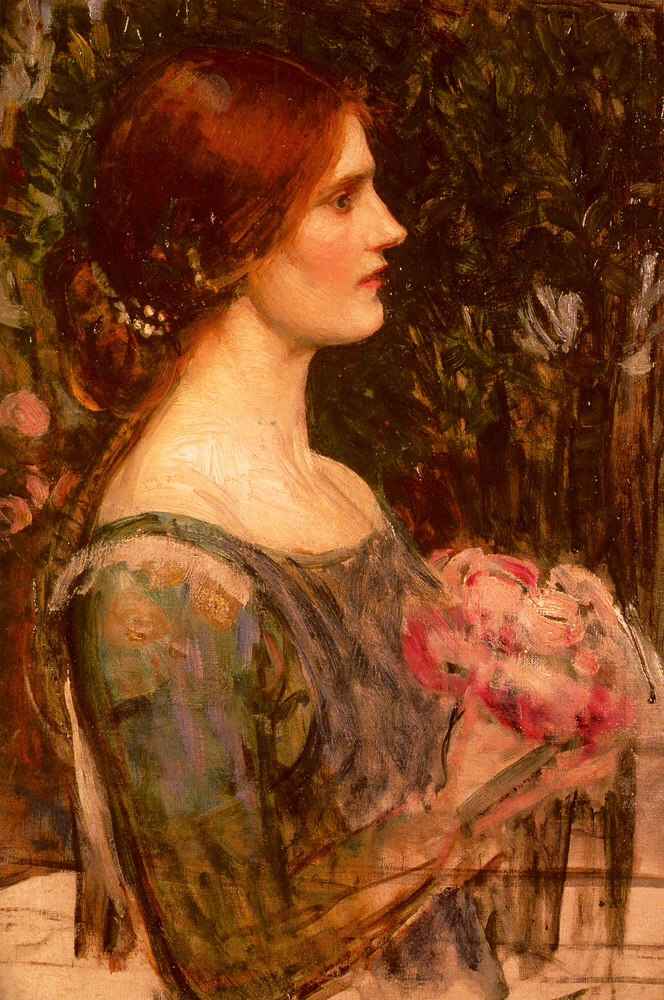
Studie uit 1908. Uiteindelijk koos Waterhouse voor een vooraanzicht
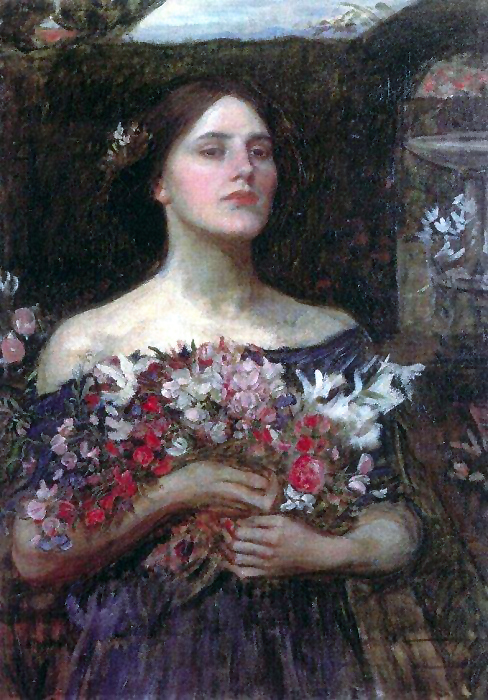
Tweede versie 1908, ook wel Ophelia genaamd
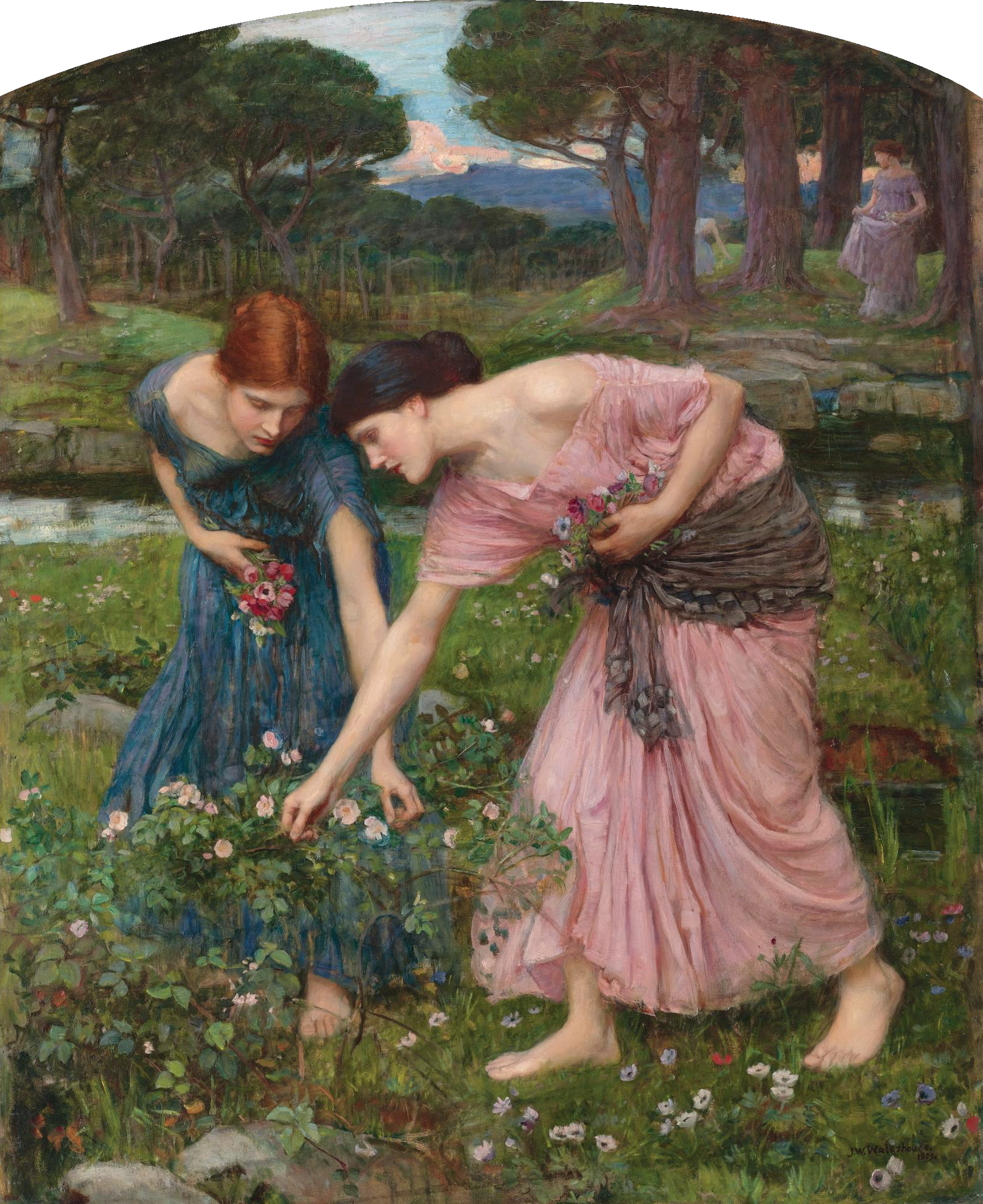
Werk uit 1909 met dezelfde titel